# Martin Gould
Martin Gould (Pinner, 14 settembre 1981) è un giocatore di snooker inglese.

## Carriera
Martin Gould debutta al Northern Ireland Trophy 2007 dove batte al primo turno Matthew Stevens per 5-4 e viene eliminato nel secondo da Stephen Hendry.

### Stagione 2008-2009
Nella stagione 2008-2009 raggiunge i quarti del Six-Red Snooker International, dove viene battuto da Stuart Bingham e, in seguito, si prende la rivincita contro Hendry sconfiggendolo nel primo turno del Welsh Open. Gould conclude l'annata partecipando per la prima volta in carriera al Campionato mondiale, perdendo subito al primo turno contro Mark Allen per 10-6.

### Stagione 2010-2011
Dopo aver conquistato i primi buoni piazzamenti, Gould non riesce a ben figurare nella stagione 2009-2010, riprendendosi in quella 2010-2011. Gould inizia conquistando i quarti al World Open, perdendo il match contro Peter Ebdon, poi raggiunge e perde la sua prima finale da professionista al Players Tour Championship Grand Final, contro Shaun Murphy per 4-0. L'inglese termina poi la discreta annata con un secondo turno al Campionato del mondo.

### Stagione 2011-2012
Nella stagione 2011-2012 Gould vince il Power Snooker, primo torneo da professionista, battendo in finale Ronnie O'Sullivan. L'inglese fa un buon cammino anche allo Shoot-Out finendo il torneo ai quarti.

### Stagione 2012-2013
Gould riesce a vincere altri due tornei, anch'essi non valevoli per il Ranking, vincendo lo Shoot-Out e la Championship League nella seconda parte di stagione. Per quanto riguarda i titoli Ranking, Gould conquista come miglior risultato i quarti dell'Australian Goldfields Open.

### 2013-2015
Stabilitosi tra i primi 32 del mondo, Gould torna in finale in Championship League nel 2014 perdendo contro Judd Trump. Nella stagione 2014-2015 raggiunge due semifinali (al Wuxi Classic e al World Grand Prix).

### Stagione 2015-2016
Nella stagione 2015-2016 Gould riesce a vincere il primo titolo Ranking in carriera, battendo Luca Brecel 9-5 nella finale del German Masters, dopo aver sconfitto nel corso del torneo alcuni dei giocatori più forti del Main Tour come Mark Williams, Judd Trump e Graeme Dott in semifinale. Sempre nella stessa stagione l'inglese perde la finale dell'Australian Goldfields Open contro John Higgins al frame decisivo per 9-8, si piazza ai quarti di finale allo UK Championship, dove esce a sorpresa per mano di David Grace, e allo Shanghai Masters perdendo contro il campione in carica Stuart Bingham.

### 2016-2019
Partito al 15º posto in classifica, Gould rispetta le aspettative arrivando quasi a difendere il titolo a Berlino, perdendo in semifinale contro Ali Carter. Il buon periodo dell'inglese prosegue nel 2017-2018 e nel 2018-2019, con Gould che conquista un'altra Championship League e ottiene buoni piazzamenti come la semifinale dell'International Championship 2017.

### Stagione 2019-2020
Dopo aver passato molte stagioni tra i primi 16/32 al mondo, Gould perde il buono stato di forma nella stagione 2019-2020 ottenendo brutti risultati in ogni torneo perdendo molte posizioni in classifica.

## Ranking[19]
| Stagione  | Ranking iniziale | Ranking finale |
| --------- | ---------------- | -------------- |
| 2003-2004 | Non classificato | 105            |
| 2007-2008 | Non classificato | 63             |
| 2008-2009 | 63               | 46             |
| 2009-2010 | 46               | 43             |
| 2010-2011 | 43               | 21             |
| 2011-2012 | 21               | 14             |
| 2012-2013 | 14               | 25             |
| 2013-2014 | 25               | 33             |
| 2014-2015 | 30               | 26             |
| 2015-2016 | 26               | 15             |
| 2016-2017 | 15               | 16             |
| 2017-2018 | 16               | 24             |
| 2018-2019 | 24               | 32             |
| 2019-2020 | 32               | 53             |
| 2020-2021 | 53               |                |

### Break Massimi da 147: 1[20]
| N° | Anno | Competizione        | Avversario | Note   |
| -- | ---- | ------------------- | ---------- | ------ |
| 1  | 2018 | Championship League | Li Hang    | [ 21 ] |

## Tornei vinti

### Titoli Non-Ranking: 3
| Titoli Ranking | Titoli Ranking | Titoli Ranking | Titoli Ranking |
| -------------- | -------------- | -------------- | -------------- |
| Competizione   | Anno           | Avversario     | Note           |
| German Masters | 2016           | Luca Brecel    | [ 11 ]         |

| Titoli Non-Ranking  | Titoli Non-Ranking | Titoli Non-Ranking         | Titoli Non-Ranking |
| ------------------- | ------------------ | -------------------------- | ------------------ |
| Competizione        | Anno               | Avversario                 | Note               |
| Shoot-Out           | 2013               | Mark Allen                 | [ 22 ]             |
| Championship League | 2013 - 2019        | Ali Carter - Jack Lisowski | [ 15 ] [ 23 ]      |

| Tornei varianti | Tornei varianti | Tornei varianti   | Tornei varianti |
| --------------- | --------------- | ----------------- | --------------- |
| Competizione    | Anno            | Avversario        | Note            |
| Power Snooker   | 2011            | Ronnie O'Sullivan | [ 5 ]           |

- Players Tour Championship: 1 (Evento 2 2012)

## Finali perse

### Titoli Non-Ranking: 1
| Titoli Ranking                        | Titoli Ranking | Titoli Ranking | Titoli Ranking |
| ------------------------------------- | -------------- | -------------- | -------------- |
| Competizione                          | Anno           | Avversario     | Note           |
| Players Tour Championship Grand Final | 2011           | Shaun Murphy   | [ 24 ]         |
| Australian Goldfields Open            | 2015           | John Higgins   | [ 12 ]         |
| European Masters                      | 2020 (2)       | Mark Selby     | [ 25 ]         |

| Titoli Non-Ranking  | Titoli Non-Ranking | Titoli Non-Ranking | Titoli Non-Ranking |
| ------------------- | ------------------ | ------------------ | ------------------ |
| Competizione        | Anno               | Avversario         | Note               |
| Championship League | 2014               | Judd Trump         | [ 8 ]              |

| Tornei varianti                       | Tornei varianti | Tornei varianti | Tornei varianti |
| ------------------------------------- | --------------- | --------------- | --------------- |
| Competizione                          | Anno            | Avversario      | Note            |
| Pro Challenge Series - Evento Six-Red | 2009            | Ken Doherty     | [ 26 ]          |

- Players Tour Championship: 2 (Evento 6 2010, Evento 11 2011)
- European Tour: 2 (Bulgarian Open 2014, Gdynia Open 2016)